# オウェイン・フォン・ウィリアムズ
オウェイン・フォン・ウィリアムズ（Owain Fôn Williams、1987年3月17日  - ）は、ウェールズ・グウィネズ州ペニーグローズ出身の元プロサッカー選手。元ウェールズ代表。現役時代のポジションはGK。

## クラブ経歴
マンチェスター・ユナイテッドFC、リヴァプールFCのトライアルを経て2003年にクルー・アレクサンドラFCに入団。2006年6月19日、プロ契約を締結。契約は2年。トップチーム昇格後は出番に恵まれず、新契約をオファーされたものの交渉は難航、最終的にチームを離れる決断を下した。
2008年7月8日、ストックポート・カウンティFCに移籍。開幕戦のハダースフィールド・タウンFC戦で初出場、以降レギュラーに定着した。
2010年10月28日、2ヶ月の短期レンタルでベリーFCに加入。
2011年7月1日、トレンメア・ローヴァーズFCに移籍。契約は2年。
2015年7月16日、インヴァネス・カレドニアン・シッスルFCに移籍。
2022年2月28日、家庭上の理由でダンファームリン・アスレティックFCとの契約を解消し、現役引退。

## 代表歴
2009年2月、ポルトガルで開催されたポーランド代表との試合で初招集。UEFA EURO 2016予選では第2キーパーとしてベンチ入りしたものの出番はなかった。
2015年11月13日開催の親善試合・オランダ代表戦で念願のA代表デビュー。UEFA EURO 2016本戦のメンバーにも選ばれた。

## 指導者経歴
2022年4月15日、アメリカ・USLリーグ1のノーザン・コロラド・ヘイルストームFCのゴールキーパーコーチに就任することが発表された。